# Eunicella tenuis
Eunicella tenuis är en korallart som beskrevs av Addison Emery Verrill 1869. Eunicella tenuis ingår i släktet Eunicella och familjen Gorgoniidae. Inga underarter finns listade i Catalogue of Life.